# Tmarus menotus
Tmarus menotus är en spindelart som beskrevs av Arthur M. Chickering 1965. Tmarus menotus ingår i släktet Tmarus och familjen krabbspindlar.
Artens utbredningsområde är Jamaica. Inga underarter finns listade i Catalogue of Life.